# Brug 675
Brug 675 is een vaste brug in Amsterdam Nieuw-West.
De brug ligt met een gescheiden voetgangers- en fietspad dat loopt van het Christoffel Plantijnpad in het Sloterpark Oost. Ze overspant de Christoffel Plantijngracht naar het Watersporteiland bij de Sloterplas.
De brug is in april 1961 ontworpen door architect Dirk Sterenberg, werkzaam bij de Dienst der Publieke Werken; ze werd in 1964 gebouw. De brug is opgetrokken uit beton en staal. De brug staat op betonnen pijlers, die nog net niet op de oevers staan. De ruimte tussen pijlers, brugdek en oever is opgevuld met baksteen. 
<<< · 600 · 601 · 602 · 603 · 604 · 605 · 606 · 607 · 608 · 609 · 610 · 611 · 612 · 613 · 614 · 615 · 616 · 617 · 618 · 619 · 620 · 621 · 622 · 623 · 624 · 626 · 627 · 628 · 629 · 630 · 631 · 632 · 633 · 634 · 635 · 636 · 637 · 638 · 639 · 643 · 651 · 652 · 653 · 655 · 656 · 657 · 658 · 659 · 660 · 661 · 662 · 663 · 664 · 665 · 666 · 667 · 668 · 669 · 670 · 671 · 673 · 674 · 675 · 676 · 677 · 678 · 679 · 681 · 682 · 683 · 684 · 685 · 687 · 688 · 689 · 690 · 691 · 692 · 695 · 696 · 699 · >>>
Verdwenen brugnummers: 625 (afgebroken brug Sam van Houtenstraat), 640, 644, 645, 646, 647, 648, 650, 672 (duiker Cornelis Lelylaan, Rembrandtpark), 694, 698.
Nooit gebouwd: 649, 680 (nooit gebouwde brug Sloterplas).
Brugnummers 641, 642, 654, 686, 693, 694 en 697 zijn onbekend.